# Buszyce (Opole)
Pour les articles homonymes, voir Buszyce.
Buszyce est une localité polonaise du gmina de Lewin Brzeski, située dans le powiat de Brzeg (voïvodie d'Opole).